# 나나이어 문자
나나이어 문자는 나나이어를 표기하는데 사용되는 문자로, 키릴 문자가 사용되고 있다.

## 혁명 전의 단계
나나이어로 된 최초의 책은 1880년대에 출판되었다. 이것은 오직 종교적인 내용의 원본이었다. 이 책에서 알파벳은 기초 키릴 문자로 사용되었다: 문자들 а, б, в, г, д, е, ё, и, і, й, к, л, м, н, о, п, р, с, т, у, х, ч, ы, ь, э, ю, я와 연자 ҥ와 дж.

## 최초의 소비에트 알파벳
나나이족의 초등학생들을 위한 최초의 철자책이 1928년에 출판되었다. 나나이족들을 위한 알파벳은 하바롭스크의 열성자들에 의해 다듬어지게 되었고, 소련 전반의 경향에 반하여, 기초 키릴 문자로 이루어졌다:
Аа, Бб, Ww, Гг, Hh, Дд, Ее, Ёё, Ӡӡ, Ǯǯ, Ии, Йй, Кк, Ll, Łł, Мм, Нн, Ҥҥ, Оо, Ӧӧ, Пп, Рр, Сс, Тт, Уу, Фф, Хх, Чч, Čč, Ээ, Юю, Яя, Ыы, Ьь
1929년에 이미 로마자가 사용되었던 곳에 다른 철자책이 출판되었다: Aa, Bb, Cc, Dd, Zz, Ee, Ff, Gg, Hh, Ii, Kk, Ll, Mm, Nn, Ŋŋ, Oo, Öö, Pp, Rr, Ss, Tt, Uu, Ww, Yy
1931년에 나나이어 문자는 북부 민족들의 다른 알파벳으로 통일시켜졌고 다음의 모양을 얻었다:
| А а | B b | C c | Є є | D d | Е е | Ə ə | F f |
| G g | H h | I i | J j | K k | L l | M m | N n |
| Ņ ņ | Ŋ ŋ | O o | P p | R r | S s | T t | U u |
| W w | Z z | Ʒ ʒ |     |     |     |     |     |

## 현대의 알파벳
1937-1938년에 나나이어 문자는 키릴 문자로 바뀌었다. 긴 시간 전부 33개의 러시아 문자와 2개의 문자로 1개의 문자를 표시하는 문자들 Нг нг로 이루어진 알파벳은 사용되었다. 최근 이 문자는 개혁하게 되었고 조금 바꿨다: 문자 Ӈ ӈ, 물론 또 긴 모음을 위한 상부구조부호(장음 부호 ы)를 도입했다.

## 참고 문헌
- Краткій катихизисъ на гольдскомъ языкѣ. Казань, 1885.
- Культура и письменность Востока. 1931, №10.
- Липская-Вальронд Н.А. Бонго-Битьхэ. Хабаровск, 1928.
- Петрова Т.И. Nanay bichöni. Л., 1929.